# كانتاجالو
كانتاجالو، (بالإنجليزية: Cantagallo)‏، هي (بلدية) في مقاطعة براتو، في منطقة توسكانا الإيطالية، وتقع على بعد حوالي 30 كيلومترا (19 ميل) شمال غرب فلورنسا، وحوالي 15 كيلومترا (9 ميل) شمال براتو.

## السكان
في سنة 1861 بلغ عدد السكان 3٬917 نسمة، وتطور العدد ليصل في سنة 2011 لـ 3٬102 نسمة.
يظهر هذا المخطط البياني تطور النمو السكاني لـ كانتاجالو